# Edson Bona
Edison Burlamaqui Simões Bonna, ou simplesmente Edison Bona, (Belém, 1º de setembro de 1924 – Rio de Janeiro, 9 de setembro de 1986) foi um engenheiro aeroespacial, engenheiro civil e político brasileiro, outrora deputado federal pelo Pará.

## Dados biográficos
Filho de Antônio Bonna e Eunice Burlamaqui Simões Bonna. Engenheiro Aeroespacial formado no Instituto Tecnológico de Aeronáutica em 1951 e Engenheiro Civil formado pela Universidade Federal do Pará em 1955, tem especialização em solos e pavimentação pelo Departamento Nacional de Estradas de Rodagem (DNER) em 1960 e em engenharia rodoviária pelo Instituto de Pesquisas Rodoviárias em 1965.
Eleito deputado federal pela ARENA em 1970 e 1974, perdeu a eleição seguinte. Assumiu a presidência da Alumina do Brasil em 1979, então uma subsidiária da Companhia Vale do Rio Doce, onde permaneceu por dois anos e em 1983 tornou-se assessor da presidência da Eletronorte. Sua árvore genealógica inclui três primos políticosː Newton Miranda (eleito vice-governador do Pará ao lado de Aurélio do Carmo em 1960), Burlamaqui de Miranda (deputado federal pelo respectivo estado em 1962) e Newton Barreira (eleito vice-governador do Pará ao lado de Fernando Guilhon em 1970).